# Macrosiphoniella vallesiacae
Macrosiphoniella vallesiacae är en insektsart. Macrosiphoniella vallesiacae ingår i släktet Macrosiphoniella och familjen långrörsbladlöss. Inga underarter finns listade i Catalogue of Life.